# Проксима Кентавър
Проксима Кентавър или Проксима Центавър (Proxima Centauri) е най-близката до Земята звезда след Слънцето. Тя е червено джудже и е част от системата Алфа Кентавър, включваща още две гравитационно свързани звезди с размери, близки до тези на Слънцето. Отдалечена е на 13 000 АЕ от Алфа Кентавър A и B. Това е твърде голямо разстояние, затова не е ясно дали Проксима Кентавър е реално свързана с A и B, или се е откъснала от системата преди милиони години.
Проксима Кентавър отстои на 4,22 светлинни години или приблизително на 1,3 парсека от Слънцето. Тя е червено джудже от спектрален клас M5 – много бледа, студена и малка спрямо Слънцето. Заради бледостта си не е била открита до 1915 година.
През 2016 г. около Проксима Кентавър по метода на радиалните скорости е открита земеподобна планета - Проксима Кентавър b.

## Проксима Кентавър в литературата, киното и телевизията
- В научнофантастичния сериал Вавилон 5 съществува човешка колония на планета от системата Проксима Кентавър, наречена Проксима 3. Колонията се бори за своята независимост от Земния съюз, чиито президент се е превърнал в жесток диктатор.